# Андець перуанський

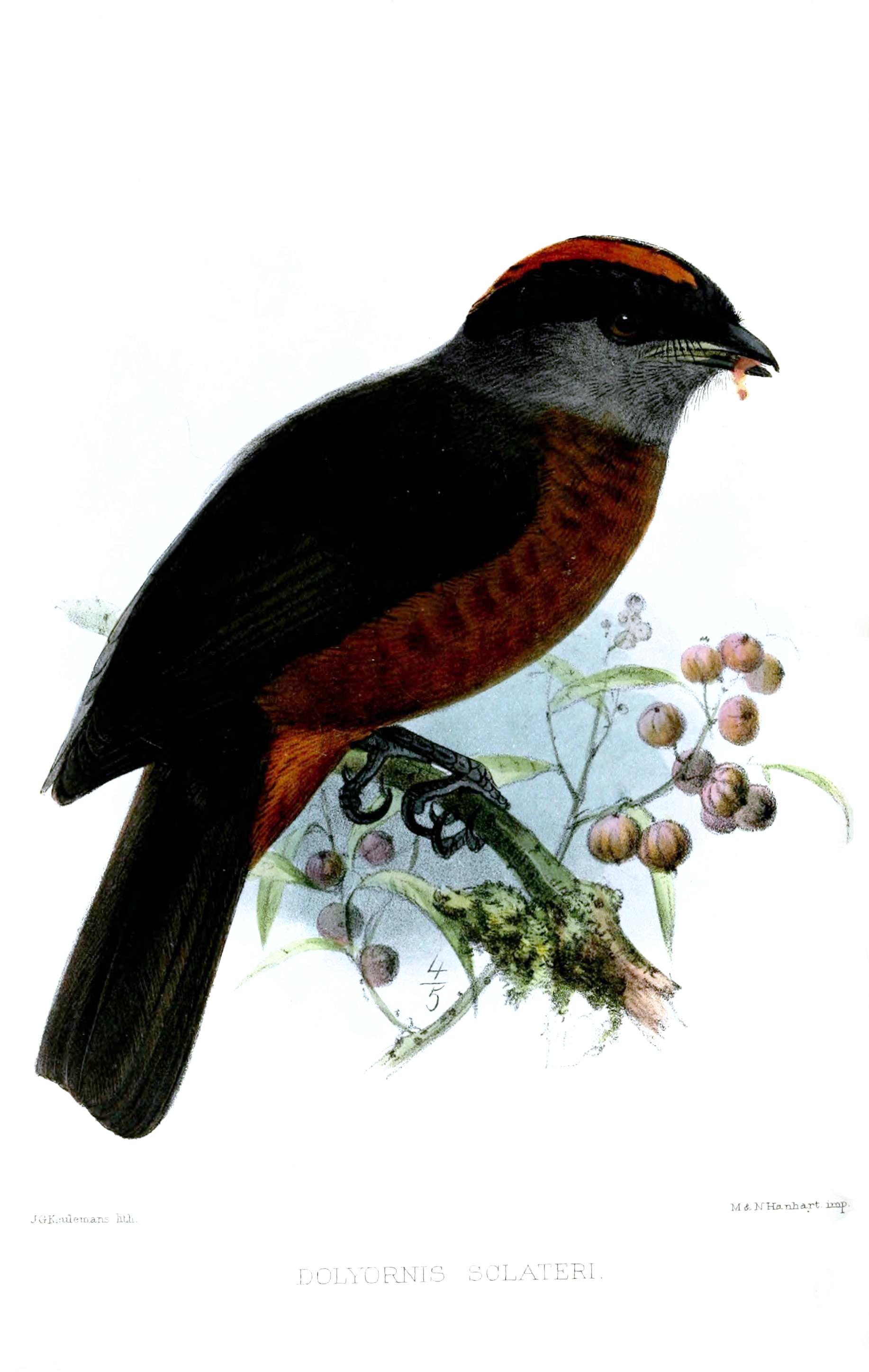
Перуанський андець

Áндець перуанський (Doliornis sclateri) — вид горобцеподібних птахів родини котингових (Cotingidae). Ендемік Перу.

## Опис
Довжина птаха становить 21,5 см. Верхня частина тіла темно-коричнева, нижня частина тіла світло-коричнева. Нижні покривні пера хвоста рудувато-коричневі. Горло і щоки сірі. У самців тім'я і потилиця чорні. на тімені руда смуга.

## Поширення і екологія
Перуанські андеці мешкають на східних схилах Анд в центральному Перу, від південної частини Сан-Мартіна до Хуніна. Вони живуть в гірських хмарних лісах Анд на висоті від 2700 до 3800 м над рівнем моря.

## Збереження
МСОП вважає цей вид вразливим. Популяцію перуанських андеців оцінюють в 1500-7000 птахів. Їм загрожує знищення природного середовища.